# Аргироз
Аргироз или аргирия (др.-греч. ἄργυρος — серебро + -ia) — болезнь, вызванная длительным отложением в организме человека серебра, его соединений, серебряной пыли, коллоидного серебра или наночастиц серебра. Характеризуется необратимой сильной пигментацией кожи, которая принимает серебристый или синевато-серый оттенок. Способов лечения не существует, хотя ограниченно может помочь лазерная терапия или дермабразия.
Развитие аргироза было зафиксировано в случаях бесконтрольного и иррационального использования средств на основе серебра. Также отмечены случаи аргироза у рабочих, занятых в производстве и обработке серебра.
20 декабря 2007 года  в прессе была опубликована история о жителе Калифорнии Поле Карасоне, весь кожный покров которого стал серо-голубым после длительного потребления коллоидного серебра, изготовленного в домашних условиях из серебра и дистиллированной воды, а также применения серебряного бальзама. 26 сентября 2013 года Пол умер в возрасте 62 лет от сердечного приступа.